# Tegastes falcatus
Tegastes falcatus är en kräftdjursart som först beskrevs av Norman 1868.  Tegastes falcatus ingår i släktet Tegastes och familjen Tegastidae. Arten är reproducerande i Sverige. Inga underarter finns listade i Catalogue of Life.